# Nadziejewo (województwo pomorskie)
Nadziejewo (niem. Hansfelde) – wieś w Polsce położona w województwie pomorskim, w powiecie człuchowskim, w gminie Czarne w pobliżu drogi wojewódzkiej nr 201.
Wieś królewska starostwa czarneńskiego w powiecie człuchowskim województwa pomorskiego w II połowie XVI wieku.  W latach 1975–1998 miejscowość położona była w województwie słupskim.

## Zabytki
Według rejestru zabytków NID na listę zabytków wpisany jest kościół filialny pw. św. Andrzeja Apostoła z XVIII w., nr rej.: A-277 z 5.04.1960.